# Mystides coineaui
Mystides coineaui är en ringmaskart som beskrevs av Laubier 1960-61. Mystides coineaui ingår i släktet Mystides och familjen Phyllodocidae. Inga underarter finns listade i Catalogue of Life.